# 스타쇼 원더풀데이
《스타쇼 원더풀데이》는 대한민국의 TV조선에서 방송한 전 예능 프로그램이다.

## 방송 시간
- 2016년 10월 4일 ~ 2017년 2월 21일: 화요일 밤 11시

## MC
- 김구라
- 장윤정

### 고정 출연자
- 이루라 (TV조선 기자)
- 김흥국 (가수)
- 임형준 (배우)
- 송은이 (개그우먼)
- 설수현 (배우)
- 박준희 (가수)

### 이전 출연자
- 이혜정 (요리연구가 겸 수필가)
- 조영구 (방송인)
- 한영 (가수 겸 배우)
- 윤영미 (방송인)
- 전원주 (배우)

## 동시간대 경쟁 프로그램
- 달라졌어요 (EBS 1TV)
- 힙합의 민족 (JTBC)
- 외부자들 (채널A)
- 엄지의 제왕 (MBN)
- 살림하는 남자들 (KBS 2TV)
- PD수첩 (MBC)
- 불타는 청춘 (SBS)